# Cottus klamathensis
Cottus klamathensis är en fiskart som beskrevs av Gilbert, 1898. Cottus klamathensis ingår i släktet Cottus och familjen simpor. Inga underarter finns listade i Catalogue of Life.